# Dictyocaryum
Dictyocaryum é um género botânico pertencente à família Arecaceae.

## Espécies
- Dictyocaryum fuscum
- Dictyocaryum glaucescens
- Dictyocaryum globiferum
- Dictyocaryum lamarckianum
- Dictyocaryum platysepalum
- Dictyocaryum ptariana
- Dictyocaryum ptarianum
- Dictyocaryum schultzei
- Dictyocaryum superbum
- Dictyocaryum wallisii